# Lepidoblepharis montecanoensis
Espèce
Statut de conservation UICN

 LC  : Préoccupation mineure
Lepidoblepharis montecanoensis est une espèce de geckos de la famille des Sphaerodactylidae.

## Répartition et habitat
Cette espèce est endémique de la péninsule de Paraguaná dans l'État de Falcón au Venezuela. On la trouve entre 100 et 240 m d'altitude. Elle vit dans la forêt tropicale sèche.

## Description
C'est un gecko terrestre, diurne et insectivore.

## Publication originale
- Markezich & Taphorn, 1994 : A new Lepidoblepharis (Squamata: Gekkonidae) from the Paraguana Peninsula, Venezuela, with comments on its conservation status. Herpetologica, vol. 50, no 1, p. 7-14.